# Jan Cedzyński
Jan Cedzyński (ur. 28 lutego 1961 w Mąchocicach Kapitulnych) – polski przedsiębiorca i polityk, poseł na Sejm VII kadencji.

## Życiorys
Zajął się prowadzeniem własnej działalności gospodarczej – od 1995 w ramach przedsiębiorstwa budowlanego w Górnie. Z wykształcenia jest inżynierem budownictwa. W 2011 ukończył studia na Wydziale Ekonomiczno-Technicznym Wyższej Szkoły Handlowej w Kielcach.
Od początku istnienia Antyklerykalnej Partii Postępu „Racja” zaangażował się w jej działalność. W 2006 z rekomendacji tej partii (działającej już jako RACJA Polskiej Lewicy) był kandydatem LiD do sejmiku świętokrzyskiego. 11 czerwca 2011 został wiceprzewodniczącym Racji. W wyborach parlamentarnych w 2011 uzyskał mandat poselski, kandydując z 1. miejsca na liście Ruchu Palikota w okręgu kieleckim i otrzymując 14 796 głosów. 26 stycznia 2013 rada krajowa Racji PL powołała go na p.o. przewodniczącego partii, zawiesiwszy na tej funkcji ówczesnego szefa Ryszarda Dąbrowskiego. 27 kwietnia 2013 kongres powołał Jana Cedzyńskiego na przewodniczącego partii (obie decyzje zostały przez część partii z Ryszardem Dąbrowskim na czele uznane za nielegalne, jednak Sąd Okręgowy w Warszawie zarejestrował Jana Cedzyńskiego jako przewodniczącego). 5 października tego samego roku rada krajowa jego partii podjęła uchwałę o przystąpieniu do nowego ugrupowania Twój Ruch (powstałego z przekształcenia Ruchu Palikota w wyniku poszerzenia go o nowe środowiska), a Jan Cedzyński został wybrany w skład zarządu nowej partii, w którym zasiadł po kongresie Racji PL 23 listopada 2013, który zatwierdził wcześniejszą uchwałę rady krajowej partii i rozwiązał Rację PL. 26 sierpnia 2014 odszedł z TR i klubu poselskiego tej partii. Miesiąc później został przyjęty do klubu Sojuszu Lewicy Demokratycznej. 9 lutego 2015 ogłosił przystąpienie do partii. W wyborach w 2015 nie uzyskał poselskiej reelekcji. 16 maja 2016 złożył rezygnację z członkostwa w SLD. 
W 2017 przez około pięć i pół miesiąca był tymczasowo aresztowany w związku z zarzutami dotyczącymi obrotu fikcyjnymi fakturami i w konsekwencji wielomilionowego uszczuplenia podatków. Został zwolniony po wpłaceniu poręczenia majątkowego w kwocie miliona złotych.

## Życie prywatne
Jest żonaty, ma dwóch synów. Trenuje karate.